# Diócesis de Altamura-Gravina-Acquaviva delle Fonti
La diócesis de Altamura-Gravina-Acquaviva delle Fonti (en latín: Dioecesis Altamurensis-Gravinensis-Aquavivensis y en italiano: Diocesi di Altamura-Gravina-Acquaviva delle Fonti) es una circunscripción eclesiástica de la Iglesia católica en Italia. Se trata de una diócesis latina, sufragánea de la arquidiócesis de Bari-Bitonto. Desde el 7 de diciembre de 2023 su obispo es Giuseppe Russo.

## Territorio y organización

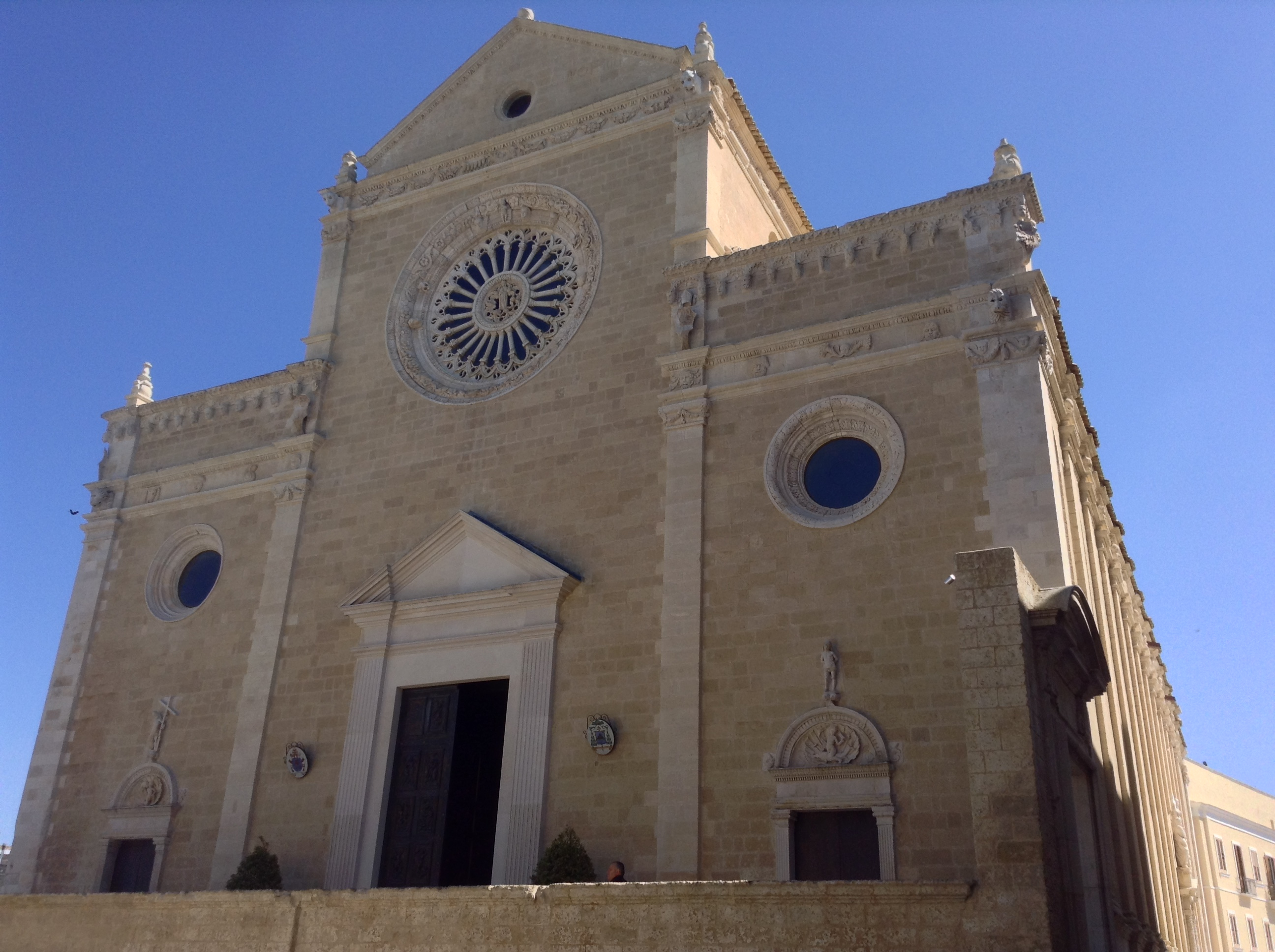
Concatedral basílica de la Asunción de María, en Gravina di Puglia

La diócesis tiene 1309 km² y extiende su jurisdicción sobre los fieles católicos de rito latino residentes en parte de la región de Apulia, comprendiendo:
- en la ciudad metropolitana de Bari las comunas de: Altamura, Gravina in Puglia, Acquaviva delle Fonti, Santeramo in Colle y Poggiorsini;
- en la provincia de Barletta-Andria-Trani la comuna de Spinazzola.

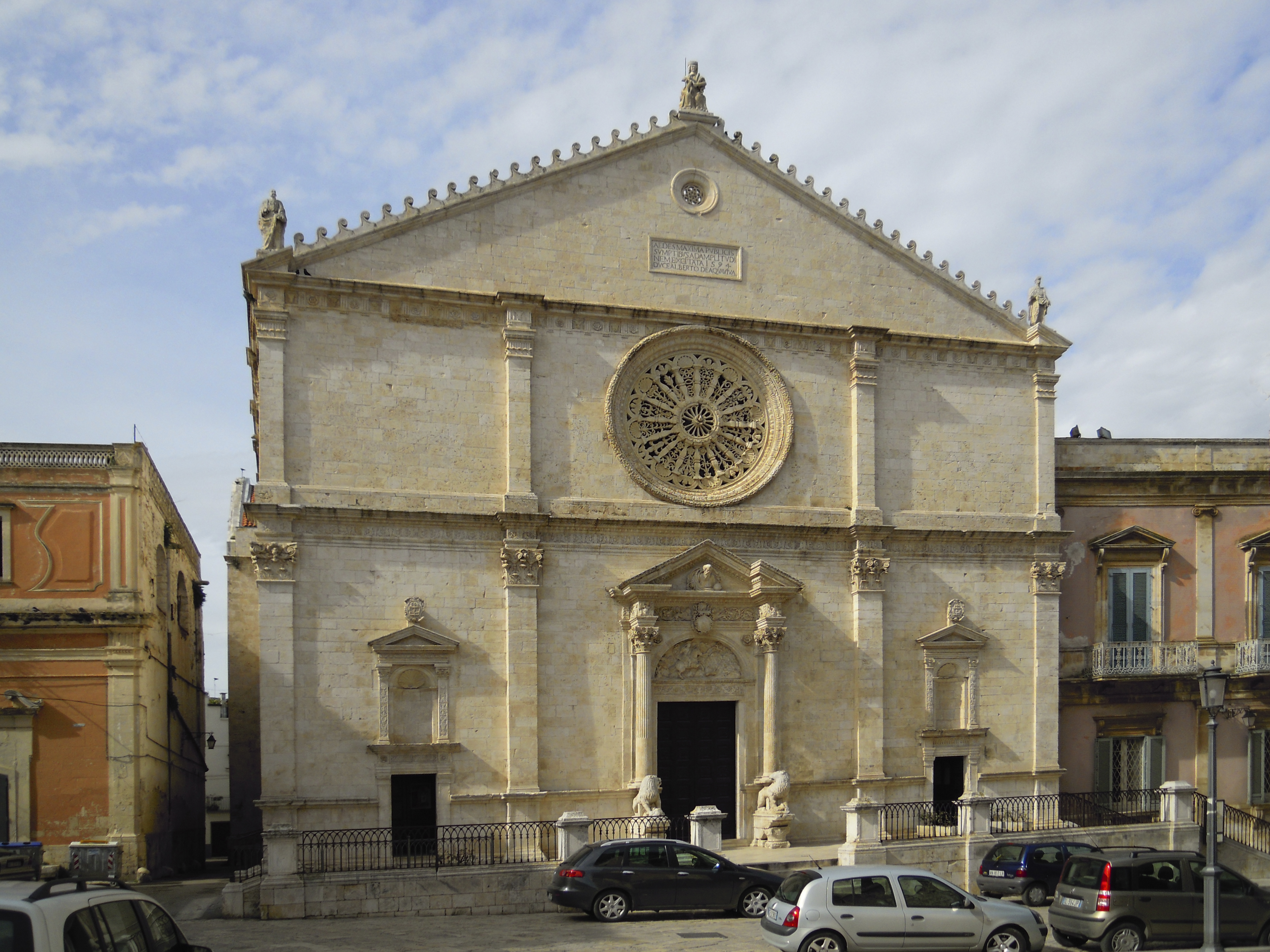
Concatedral de San Eustaquio Mártir, en Acquaviva delle Fonti

La diócesis limita al noroeste con la diócesis de Andria, al sureste con la diócesis de Castellaneta y al norte con la arquidiócesis de Bari-Bitonto y la diócesis de Molfetta-Ruvo-Giovinazzo-Terlizzi.

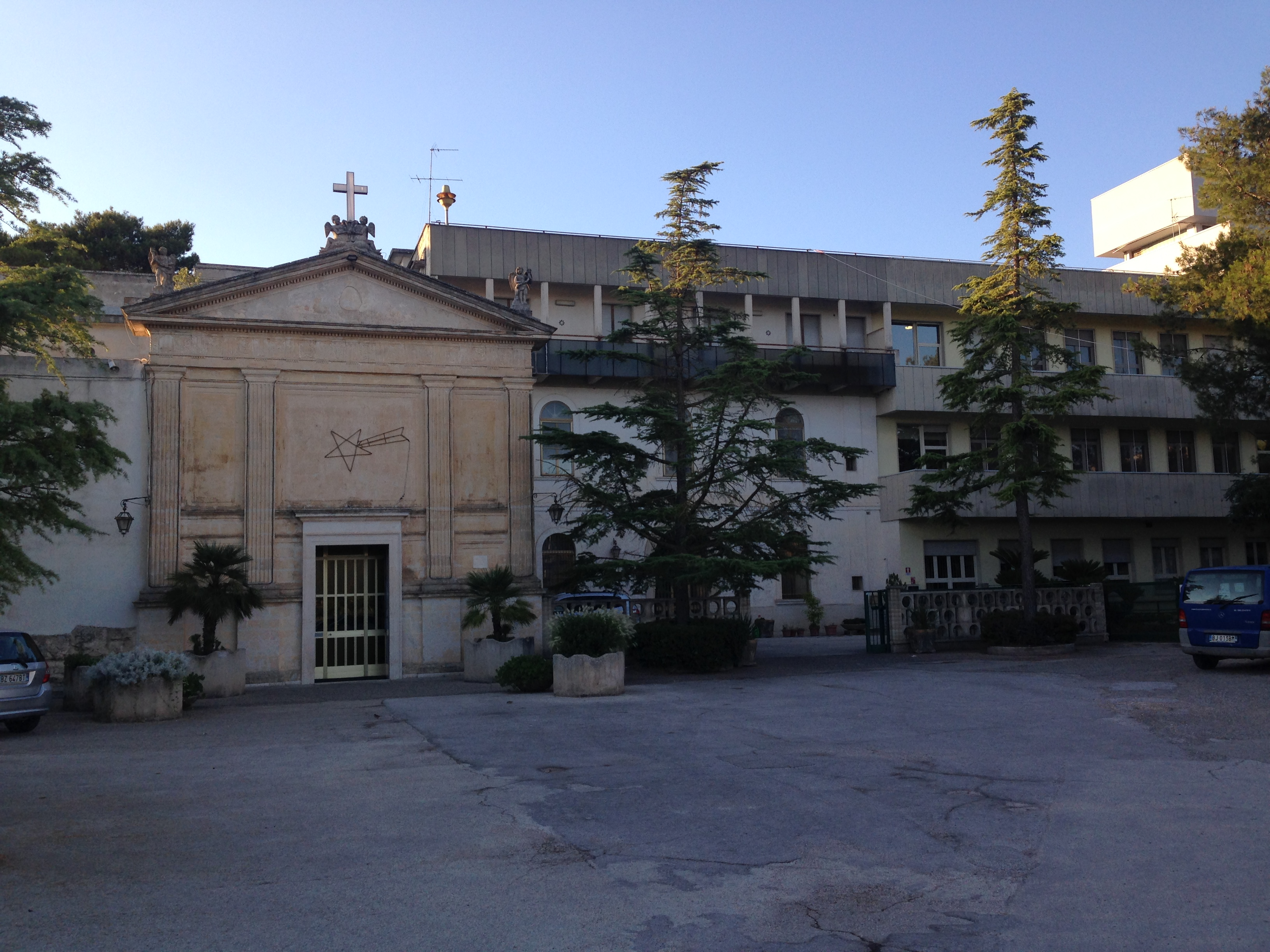
Santuario de María Santísima del Buoncammino, en Altamura

La sede de la diócesis se encuentra en la ciudad de Altamura, en donde se halla la Catedral de la Asunción de Santa María, el santuario de María Santísima del Buoncammino, la curia diocesana y el museo diocesano. En Gravina in Puglia se encuentra la Concatedral basílica de la Asunción de María, el palacio episcopal y el seminario diocesano. En Acquaviva delle Fonti se halla la Concatedral de San Eustaquio Mártir, y en Spinazzola el santuario de María Santísima del Bosque.
En 2022 en la diócesis existían 40 parroquias agrupadas en 10 vicariatos: Altamura 1, Altamura 2, Altamura 3, Altamura 4, Gravina 1, Gravina 2, Gravina 3, Acquaviva delle Fonti, Santeramo y Spinazzola-Poggiorsini.

## Historia
La diócesis actual es el resultado de la unión de tres sedes episcopales realizada en 1986.

### Acquaviva
Según algunos autores y cronistas, Acquaviva cuenta con una sede episcopal documentada a partir de la segunda mitad del siglo V, con tres obispos: Paolino en el 463, Benigno del 487 al 502 y Bonifacio en el 503. Estos obispos son atribuidos a la sede de Apulia por Giuseppe Cappelletti y por Ferdinando Ughelli, quien sin embargo también avanza la posibilidad de que estos obispos pertenezcan a otras sedes homónimas, en particular la diócesis de Acquaviva en la Vía Flaminia al norte de Roma. También Michele Garruba se muestra escéptico a la hora de atribuir estos tres obispos a la ciudad de Apulia. «El simple testimonio de los cronistas, no respaldado por el momento por ninguna documentación, deja aún la cuestión sin resolver».
La iglesia de la Asunción de Acquaviva fue fundada hacia mediados del siglo XII por Roberto Gurgulione, señor normando del territorio, quien nombró un arcipreste, Andrea, y la independizó de la jurisdicción del arzobispo de Bari, desde de la cual hasta ese momento dependía la ciudad. El 26 de marzo de 1221, el arzobispo Andrea III de Celano reconoció oficialmente la exención de la iglesia de Acquaviva con una bula papal enviada al arcipreste Unfredo.
Según Giuseppe Pupillo, desde su fundación la iglesia de Acquaviva tuvo el carácter de iglesia palatina, «ya que estaban presentes todos los elementos fundamentales de tal estatuto: constitución y dotación por parte de un príncipe de sus propios medios y tierras; derecho del rey o del señor de nombrar al eclesiástico encargado de la iglesia o capilla; exención jurisdiccional de la autoridad episcopal y arzobispal». De opinión diametralmente opuesta es Antonio Lucarelli, según el cual la iglesia de Acquaviva nunca fue una iglesia palatina.
A partir de mediados del siglo XV, los metropolitanos de Bari comenzaron a disputar la autonomía de la Iglesia de Acquaviva. El primero fue Francesco de Aiello quien en 1452 declaró apócrifa la bula papal de su predecesor Andrea III de 1221, y redujo unilateralmente la Iglesia de Acquaviva a una "recettizia", es decir, dependiente de la familia que la había fundado, pero no en el rey. Por orden del papa Nicolás V, Giacomo di Bisceglie reconoció los derechos de Acquaviva y restauró a la iglesia sus antiguos derechos. Un segundo intento lo realizó Girolamo Grimaldi en 1532, pero sin conseguir nada.
Un nuevo ataque a la autonomía de Acquaviva fue lanzado por el arzobispo Antonio Puteo, quien en 1590 apeló a la Santa Sede, que encargó a los cardenales Antonio Saulo y Ottavio Paravicino resolver la cuestión. Su decisión, siempre favorable a Acquaviva, llegó recién el 6 de abril de 1601, fue validada por el papa Paulo V en 1605, obtuvo el exequatur real el 14 de febrero de 1606 y fue comunicada al arzobispo Decio Caracciolo después del 6 de julio del mismo año. Estos “largos tiempos” sólo sirvieron para exacerbar los sentimientos y hacer más tensas las relaciones entre Bari y Acquaviva. El propio Caracciolo impugnó formalmente la sentencia de 1601 en 1610, pero sin éxito.
A finales del siglo XVII, después de otra sentencia a favor de Acquaviva pronunciada por el papa Inocencio XII en 1692, el arzobispo Carlo Loffredo apeló a la Rota Romana, que «sin tener en cuenta las sentencias anteriores, estableció que "por costumbre" correspondía al recurrente y a sus sucesores el derecho de ordenar primeros sacerdotes y de conferir beneficios y canonjías vacantes en la iglesia de Sant'Eustachio di Acquaviva, mientras que al arcipreste se le reconocía jurisdicción en las causas civiles, pero no en las penales». El arcipreste Bernal protestó por la pérdida de sus derechos, pero fue encarcelado en Roma. Para obtener su libertad, en 1696 tuvo que firmar una declaración en la que renunciaba para siempre a todos sus derechos y prerrogativas. La Iglesia de Acquaviva perdió así su independencia después de más de cuatro siglos y quedó sometida a la autoridad de los arzobispos de Bari.
La cuestión fue retomada por los habitantes de Acquaviva después de la publicación de la bula Convenit del papa Benedicto XIV en 1741 sobre los derechos del "capellán mayor del Reino" y sobre las iglesias palatinas. Apelaron al capellán mayor del Reino, «quien, después de una larga serie de discusiones que duraron más de diez años, después de un número infinito de exámenes y peritajes, después de un centenar de alegaciones de abogados muy famosos, con sentencia de 16 de enero 1789, reconfirmado, contra apelación de la curia de Bari, el 27 de abril de 1792» reconoció que la Iglesia de Acquaviva era de patronato real y palatino y el arcipreste era un prelado nullius dioecesis, es decir, no sujeto a ninguna diócesis autoridad. Los prelados nullius después de la sentencia de 1789 fueron tres: Valerio Giustiniano Persio († 1800), Pietro Monticelli († 1815) e Ignazio Palmitessa († 1817).
Pero la autonomía recuperada por la Iglesia de Acquaviva no duró mucho. De hecho, a raíz del concordato entre la Santa Sede y el Reino de las Dos Sicilias de febrero de 1818, en ejecución de algunos artículos secretos de la convención de 1741, que preveía la supresión de las prelaturas nullius del reino, la prelatura de Acquaviva fue suprimida, agregándola nuevamente a la arquidiócesis de Bari. Los intentos de Acquaviva de recuperar las antiguas prerrogativas fueron rechazados por los rescriptos reales de 1840 y 1844.
Al final de este largo camino, la Iglesia de Acquaviva finalmente triunfó. De hecho, el 17 de agosto de 1848, con la bula Si aliquando del papa Pío IX, la iglesia de Acquaviva fue sustraída de la jurisdicción del arzobispo de Bari y erigida como prelatura nullius, al mismo tiempo unida aeque principaliter a la prelatura de Altamura. Con la misma bula las dos prelaturas quedaron inmediatamente sujetas a la Santa Sede.

### Altamura
Federico II de Suabia, después de haber refundado la ciudad de Altamura alrededor de 1230, erigió una gran iglesia dedicada a la Asunción, con el título de capilla palatina, a la que concedió el privilegio de exención de cualquier jurisdicción episcopal y arzobispal, dependiente solo del soberano, que era encargado de nombrar a los arciprestes, y por la Santa Sede. El primer arcipreste, nombrado por Federico II en febrero de 1232, fue Riccardo da Brindisi, quien obtuvo la confirmación de las disposiciones del rey del papa Inocencio IV en 1248.
Pronto, sin embargo, los obispos de Gravina comenzaron a reivindicar derechos sobre la iglesia de Altamura, oponiéndose a las decisiones tomadas. Así comenzó una larga disputa, que duraría siglos, "entre los prelados de Altamura y los obispos de Gravina, cada uno dispuesto a hacer valer por cualquier medio sus propios derechos, reales o presuntos".
Los primeros conflictos surgieron con la llegada de los angevinos. El obispo de Gravina Giacomo (1250-1266) acusó a los habitantes de Altamura de haber falsificado el diploma de Federico II y la bula papal de Inocencio IV. El arcipreste Palmiro De Viana apeló al rey Carlos I de Anjou, quien le dio la razón. La Santa Sede intervino a su vez y depuso al obispo en octubre de 1266. Su sucesor Pietro reanudó la polémica, pero tuvo que reconocer la autenticidad de los documentos de Altamura y, por tanto, la independencia del arciprestazgo de Altamura.
Las cosas se complicaron aún más a finales de siglo, cuando Giacomo II (1294-1308) fue nombrado obispo de Gravina y reanudó la controversia con mayor vehemencia. El arcipreste Dionigi Juppart tuvo la imprudente idea de entregar los documentos originales de 1232 y 1248 al obispo, quien no dudó en hacerlos desaparecer para siempre. Hoy en día sólo quedan copias de estos documentos. Ambas partes apelaron a Carlos II de Anjou, quien, el 20 de octubre de 1298, para liberar a Altamura de las continuas exigencias de Gravina, unió el arciprestazgo al Tesoro de San Nicolás de Bari. A partir de ese momento, empezando por Pietro De Angeriaco, los ecónomos de Bari serán nombrados prelados de Altamura, algo que los altamurenses no toleraron bien, ya que veían dañada su autonomía. En segundo lugar, el rey ordenó un proceso jurisdiccional, que se inició a finales de julio de 1299 y concluyó el 20 de enero de 1301 con un acuerdo entre el arcipreste de Altamura y el obispo de Gravina, que reconocía efectivamente la autonomía de Altamura. Al final del proceso, el tesorero y prelado Pietro De Angeriaco fue objeto de un ataque por parte de sicarios altamuranos, quienes sin embargo fracasaron en su intento de asesinarlo. Su sucesor Rostaino también logró salvarse de un ataque en 1316. El obispo de Gravina, Nicola (circa 1320-1335), reanudó la controversia contra los arciprestes de Altamura, sufriendo también un duro revés, con la suspensión a divinis y la interdicción por siete años.
En 1442 se concluyó la unión del arciprestazgo de Altamura con el tesoro de San Nicolás, cuando el señor altamurano Giovanni Antonio Orsini del Balzo asumió el derecho de nombrar prelado al Pietro Di Gargano. El 23 de septiembre de 1485, el arcipreste Francesco Rossi obtuvo del papa Inocencio VIII «el privilegio que elevaba la iglesia de Altamura de parroquia a importante colegiata con un considerable aumento de los capitulares, concedía al arcipreste la jura episcopalia, es decir, la llevar el rocchetto, impartir la bendición solemne, conferir las órdenes menores, ejercer la superioridad y el derecho de castigar a los sacerdotes y adornarse con insignias episcopales. Además, Inocencio VIII dispuso que Altamura pudiera ser llamada ciudad.»
A principios del siglo XVI, los papas de Roma procedieron, por primera vez, al nombramiento de prelados, en las personas de Fabio Pignatelli y Niccolò Sapio. El virrey de Nápoles, Pietro da Toledo, para restablecer el derecho de nominación real, nombró un contraprelado, Vincenzo Salazar, quien pudo tomar posesión de la sede sólo en 1550 y por la fuerza de las armas, con la demolición de las puertas de la catedral, donde se encontraba el cabildo clausurado. «A este prelado se debe la construcción del segundo campanario y la colocación de los tres escudos de la fachada (el de Carlos V de Habsburgo, el de Pedro de Toledo y el suyo propio) con una larga inscripción que recordaba las etapas históricas de la prelatura nullius.»
El papa Clemente VIII (1592-1605) suprimió definitivamente las liturgias de rito bizantino que se celebraban durante siglos en la iglesia de San Nicola di Mira en Altamura.
A finales del siglo XVI los obispos de Gravina comenzaron nuevamente a atacar la autonomía de la Iglesia de Altamura. Vincenzo Giustiniani (1593-1614), noble genovés, retomó la antigua polémica con los prelados de Altamura, dando lugar a "una de las disputas más violentas que la historia eclesiástica de Gravina y Altamura pueda recordar". En 1601 Giustiniani de hecho lanzó un interdicto contra la ciudad de Altamura y cuatro años más tarde, con el apoyo del papa Paulo V, transformó el interdicto en excomunión. El prelado altamurano Girolamo De Mari, que había ido a Roma para defender sus prerrogativas, fue arrestado y encarcelado. En 1622 se levantó la excomunión y, mediante un concordato, sancionado con la bula Decet romanum pontificem del 15 de febrero, el papa Gregorio XV reconoció a los obispos de Gravina el derecho a ejercer la iura episcopalia sobre la Iglesia de Altamura, con la prohibición, sin embargo, de actuar en el futuro contra el clero y el pueblo de Altamura.
A partir de ese momento la universidad y el arciprestazgo de Altamura actuaron ante la Santa Sede para conseguir que el arciprestazgo nullius fuera elevado a sede episcopal. Sin embargo, sus intentos fueron vanos, hasta que, a finales del siglo XVIII, consiguieron que sus prelados fueran consagrados obispos titulares. Y así, el 29 de enero de 1798, el arcipreste Gioacchino de Gemmis, en el cargo desde 1783, obtuvo el título de obispo in partibus de Listra. Fue consagrado solemnemente en la catedral de Altamura el 18 de marzo, consagrando a Agnello Cattaneo de Matera, a Pietro Mancini de Minervino y a Francesco Saverio Saggese de Montepeloso.
La victoria definitiva de Altamura fue sancionada con el concordato entre la Santa Sede y el Reino de las Dos Sicilias de febrero de 1818, y con la posterior bula De utiliori del papa Pío VII, con la que el pontífice confirmó a la Iglesia de Altamura en posesión y ejercicio de sus derechos legítimos y canónicos (in possessione et exercitio eorum jurium quibus legitime et canonico gaudet, conservamus).
El 17 de agosto de 1848, mediante la bula Si aliquando del papa Pío IX, el arciprestazgo nullius de Altamura se unió aeque principaliter con el de Acquaviva, ambos elevados a prelaturas nullius y hechos inmediatamente sujetos a la Santa Sede . Altamura se convirtió en la sede del prelado de las dos sedes unidas.

### Altamura y Acquaviva
Después de la anexión del Reino de las Dos Sicilias por el Reino de Cerdeña, que se convirtió oficialmente en el Reino de Italia en 1861, comenzó un período difícil para la prelatura ya que durante mucho tiempo, 17 años (1862-1879), no fue posible el nombramiento de un prelado por parte del nuevo soberano ya que el gobierno italiano no era reconocido por la Santa Sede, y sólo con el papa León XIII se llegó a un acuerdo sobre los nombramientos.
A principios del siglo XX, las dos prelaturas contaban con un total de cinco parroquias, cuatro de las cuales estaban en Altamura.
Tras el concordato de 1929, la doble prelatura dejó de estar bajo patrocinio real como iglesia palatina y el nombramiento pasó directamente a la Santa Sede, por lo que el prelado Adolfo Verrienti (obispo titular de Calinda) dimitió ese mismo año. También hay que señalar que una gran parte de la rica dotación de los dos arciprestazgos nullius ya había sido transferida en 1891 a una única administración civil para las iglesias palatinas e incluso convertida en bonos del Estado en 1915. Por tanto, el clero recibía una remuneración fija a partir de la Primera Guerra Mundial.
Mientras Domenico Dell'Aquila era prelado, entre mayo y junio de 1938 se celebró el único sínodo de las dos prelaturas.
El 25 de abril de 1975, Salvatore Isgrò fue nombrado prelado de Altamura y obispo de Gravina (e Irsina), uniéndose así in persona episcopi las dos sedes. Este fue el primer paso hacia la unión definitiva de las tres sedes episcopales, sobre todo después de que Isgrò fuera nombrado también prelado de Acquaviva delle Fonti el 8 de abril de 1978: el 17 de octubre siguiente Isgrò instituyó el consejo presbiteral interdiocesano. El 8 de diciembre de 1979 anunció la primera visita pastoral interdiocesana, que tuvo lugar de 1980 a 1981.
El 20 de octubre de 1980, mediante la bula Qui Beatissimo Petro del papa Juan Pablo II, Altamura y Acquaviva perdieron su independencia secular y pasaron a formar parte de la provincia eclesiástica de la arquidiócesis de Bari.
En el momento de la unión con Gravina en 1986, las dos prelaturas estaban constituidas sólo por las comunas con sede prelatical y 21 parroquias, de las cuales 14 estaban en la comuna de Altamura. y 7 en el de Acquaviva delle Fonti.

### Altamura-Gravina-Acquaviva delle Fonti
El 30 de septiembre de 1986, mediante el decreto Instantibus votis de la Congregación para los Obispos, la diócesis de Gravina y las dos prelaturas de Altamura y Acquaviva delle Fonti, ya unidas in persona episcopi desde 1975, se unieron con la fórmula plena unione y la nueva constitución eclesiástica asumió su nombre actual. Al mismo tiempo, la iglesia prelaticia de Altamura fue elevada al rango de catedral y el territorio de Santeramo in Colle, parte de la arquidiócesis de Bari-Bitonto, fue anexado al nuevo distrito eclesiástico. Tarcisio Pisani se convirtió en el primer obispo de Altamura-Gravina-Acquaviva delle Fonti.
Tras las obras de restauración, la catedral de Santa Maria Assunta en Altamura fue reabierta al culto el 12 de abril de 2017.

## Estadísticas
Según el Anuario Pontificio 2023 la diócesis tenía a fines de 2022 un total de 163 500 fieles bautizados.
| Año                                                                             | Población            | Población | Población      | Sacerdotes | Sacerdotes    | Sacerdotes    | Bautizados por sacerdote | Diáconos permanentes | Religiosos | Religiosos | Parroquias |
| Año                                                                             | Bautizados católicos | Total     | % de católicos | Total      | Clero secular | Clero regular | Bautizados por sacerdote | Diáconos permanentes | Varones    | Mujeres    | Parroquias |
| ------------------------------------------------------------------------------- | -------------------- | --------- | -------------- | ---------- | ------------- | ------------- | ------------------------ | -------------------- | ---------- | ---------- | ---------- |
| Prelatura de Altamura y Acquaviva delle Fonti                                   |                      |           |                |            |               |               |                          |                      |            |            |            |
| 1950                                                                            | 37 750               | 37 965    | 99.4           | 47         | 42            | 5             | 803                      |                      | 5          | 50         | 9          |
| 1969                                                                            | 60 682               | 61 670    | 98.4           | 56         | 45            | 11            | 1083                     |                      | 14         | 150        | 18         |
| 1980                                                                            | 65 326               | 67 860    | 96.3           | 60         | 49            | 11            | 1088                     |                      | 14         | 153        | 20         |
| Diócesis de Altamura-Gravina-Acquaviva delle Fonti                              |                      |           |                |            |               |               |                          |                      |            |            |            |
| 1990                                                                            | 150 070              | 150 674   | 99.6           | 96         | 71            | 25            | 1563                     | 1                    | 36         | 267        | 39         |
| 1999                                                                            | 158 200              | 159 826   | 99.0           | 95         | 74            | 21            | 1665                     | 5                    | 23         | 180        | 39         |
| 2000                                                                            | 158 650              | 160 173   | 99.0           | 102        | 76            | 26            | 1555                     | 5                    | 28         | 233        | 39         |
| 2001                                                                            | 162 000              | 163 408   | 99.1           | 95         | 72            | 23            | 1705                     | 9                    | 31         | 215        | 39         |
| 2002                                                                            | 162 000              | 162 986   | 99.4           | 96         | 74            | 22            | 1687                     | 9                    | 34         | 197        | 39         |
| 2003                                                                            | 163 938              | 165 138   | 99.3           | 106        | 81            | 25            | 1546                     | 9                    | 32         | 196        | 39         |
| 2004                                                                            | 161 864              | 165 090   | 98.0           | 105        | 80            | 25            | 1541                     | 10                   | 32         | 190        | 39         |
| 2006                                                                            | 163 735              | 168 658   | 97.1           | 95         | 76            | 19            | 1723                     | 8                    | 25         | 193        | 40         |
| 2012                                                                            | 168 500              | 170 500   | 98.8           | 91         | 69            | 22            | 1851                     | 11                   | 24         | 160        | 40         |
| 2015                                                                            | 170 400              | 172 400   | 98.8           | 90         | 68            | 22            | 1893                     | 11                   | 24         | 155        | 40         |
| 2018                                                                            | 166 900              | 170 400   | 97.9           | 88         | 68            | 20            | 1896                     | 9                    | 21         | 160        | 40         |
| 2020                                                                            | 165 730              | 169 730   | 97.6           | 89         | 65            | 24            | 1862                     | 11                   | 26         | 160        | 40         |
| 2022                                                                            | 163 500              | 167 400   | 97.7           | 89         | 65            | 24            | 1837                     | 11                   | 26         | 160        | 40         |
| Fuente: Catholic-Hierarchy, que a su vez toma los datos del Anuario Pontificio. |                      |           |                |            |               |               |                          |                      |            |            |            |

## Episcopologio

### Prelados de Altamura

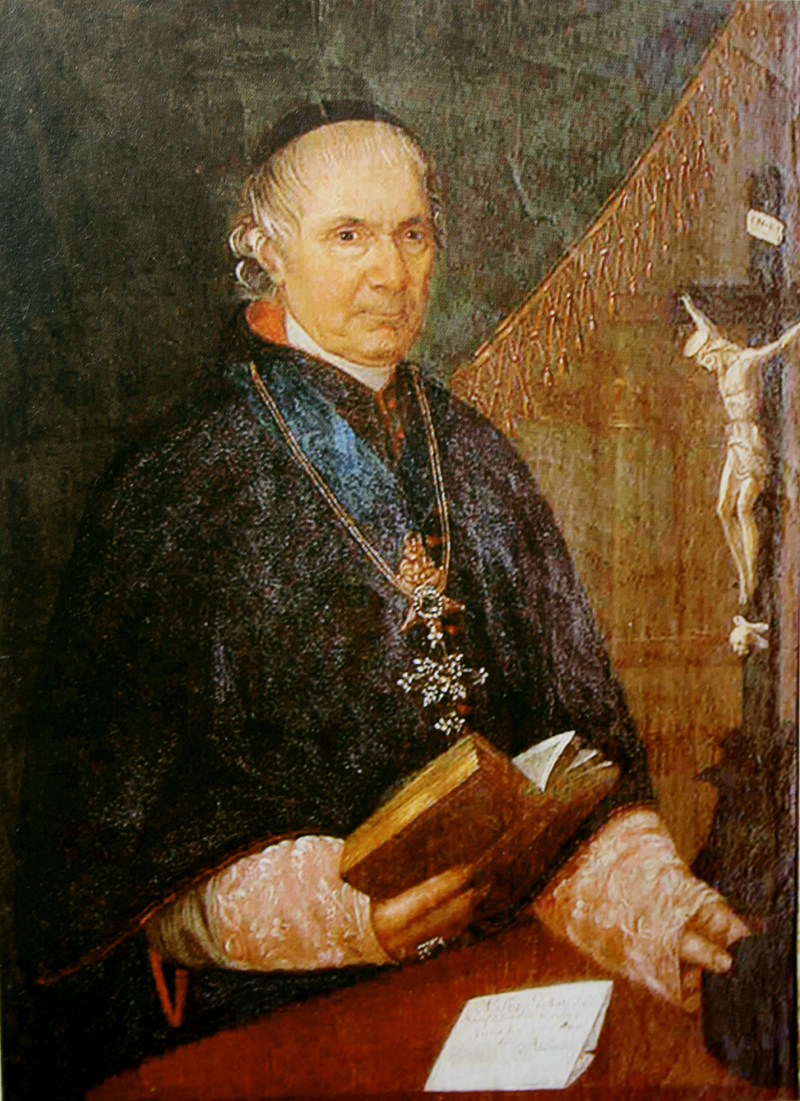
Gioacchino de Gemmis, prelado de Altamura (1783-1818)

- Riccardo da Brindisi † (febrero de 1232-fines de 1249 o inicios de 1250 falleció)
- Niccolò Barbara † (1250-1262)
- Giovanni Correnti † (1262-1264)
- Palmiro De Viana † (1265-1266)
- Niccolò Catamarra † (1270-1274 falleció)
- Giovanni I † (1275-1278 renunció)[31]
- Guglielmo De Corbolio † (21 de octubre de 1279-1280 renunció)
- Pietro De Lusarchiis † (1280-1284 falleció)
- Roberto De Lusarchiis † (30 de diciembre de 1284-1285 renunció)[nota 10]
- Giovanni II † (1285 renunció)[31]
- Giovanni III † (1285-1292 renunció)[nota 11]
- Dionigi Juppart † (26 de abril de 1293-1295)
- Guglielmo De Venza † (1295 renunció)
- Pietro De Angeriaco † (1 de mayo de 1296-1308)[nota 12]
- Umberto De Montauro † (1308-1313)
- Rostaino di Candole † (1313-1328)
- Humfredo † (1328-1329)
- Pietro De Moreriis † (1329-1335 renunció)
- Giovanni De Moreriis † (1336-1350)
- Dionigi De Merlino † (1350-1366)
- Guglielmo Gallo † (1367-?)
- Pietro D'Anfilia † (1394-1399)
- Antonio Berleth † (1400-1420)
- Antonio Della Rocca † (1420-1442)
- Pietro Di Gargano † (15 de enero de 1442-1464)
- Antonio D'Ajello † (1464-6 de noviembre de 1472 nombrado arzobispo de Bari)
  - Antonio del Giudice (o De Pirro) † (1472-31 de enero de 1477 nombrado obispo de Castellaneta) (administrador regio)
- Pietro Miguel † (febrero de 1477-mayo de 1477 renunció)
- Francesco Rossi † (mayo de 1477-1527 falleció)
- Fabio Pignatelli † (29 de julio de 1528-circa de febrero de 1529 renunció)
- Niccolò Sapio † (2 de febrero de 1529-1548 falleció)
- Vincenzo Salazar † (1550-1557 falleció)
- Vincenzo Palagano † (1557-1579 falleció)
- Maurizio Moles † (5 de noviembre de 1579-1580 renunció)
- Giulio Moles † (1580-1586 renunció)
- Girolamo De Mari † (1 de marzo de 1586-1624 falleció)
  - Sede vacante (1624-1627)
- Rodrigo D'Anaja e Guevara † (1627-1635 falleció)
  - Sede vacante (1635-1640)
- Alessandro Effrem † (12 de abril de 1640-1644 falleció)
  - Sede vacante (1644-1649)
- Giovanni Montero Olivares † (1649-1656 nombrado prior de San Nicolás de Bari)
- Giuseppe Cavalliere † (1656-9 de junio de 1664 nombrado obispo de Monopoli)
- Pietro Magri † (junio de 1664-3 de agosto de 1688 falleció)
- Nicola Abrusci † (circa de mayo de 1689-25 de febrero de 1698 falleció)
- Baldassarre De Lerma † (1699-11 de mayo de 1717 falleció)
- Michele Orsi † (1718-2 de marzo de 1722 nombrado arzobispo de Otranto)
- Damiano Poloù † (1724-25 de junio de 1727 nombrado arzobispo de Regio de Calabria)
- Antonio De Rinaldis † (20 de septiembre de 1727-1746 falleció)
- Marcello Papiniano Cusano † (6 de julio de 1747-12 de marzo de 1753 nombrado arzobispo de Otranto)
- Giuseppe Mastrilli † (22 de junio de 1753-1761 renunció)
- Bruno Angrisani † (9 de septiembre de 1761-29 de junio de 1775 falleció)
- Celestino Guidotti † (25 de septiembre de 1775-1783 nombrado obispo de Monopoli)[nota 13]
- Gioacchino de Gemmis † (11 de junio de 1783-26 de junio de 1818 nombrado obispo de Melfi y Rapolla)
- Federico Guarini, O.S.B. † (30 de julio de 1818-23 de junio de 1828 nombrado obispo de Venosa)
  - Cassiodoro Margarita † (1828-17 de agosto de 1848 renunció) (administrador regio)

### Prelados de Altamura y Acquaviva delle Fonti
- Giovanni Domenico Falconi † (17 de agosto de 1848-25 de diciembre de 1862 falleció)[32]
  - Sede vacante (1862-1879)[nota 14]
- Luigi Marcello Pellegrini † (9 de septiembre de 1879-16 de octubre de 1894 falleció)
  - Sede vacante (1894-1899)
- Tommaso Cirielli † (12 de marzo de 1899-26 de febrero de 1902 falleció)
- Carlo Caputo † (1902-14 de enero de 1904 nombrado nuncio apostólico en Baviera)
- Carlo Giuseppe Cecchini, O.P. † (27 de enero de 1904-4 de diciembre de 1909 nombrado arzobispo de Tarento)
- Adolfo Verrienti † (23 de junio de 1910-junio de 1929 renunció)
  - Sede vacante (1929-1932)
- Domenico De L'Aquila † (27 de junio de 1932-12 de julio de 1942 falleció)
- Giuseppe Della Cioppa † (17 de julio de 1943-2 de diciembre de 1947 nombrado obispo de Alife)
- Salvatore Rotolo, S.D.B. † (1 de abril de 1948-1962 renunció)
- Antonio D'Erchia † (17 de diciembre de 1962-29 de junio de 1969 nombrado obispo de Monopoli)
  - Sede vacante (1969-1975)[nota 15]

### Obispos de Gravina y prelados de Altamura y Acquaviva delle Fonti
- Salvatore Isgrò † (25 de abril de 1975-18 de marzo de 1982 nombrado arzobispo de Sassari)
- Tarcisio Pisani, O.M. † (28 de junio de 1982-30 de septiembre de 1986 nombrado obispo de Altamura-Gravina-Acquaviva delle Fonti)

### Obispos de Altamura-Gravina-Acquaviva delle Fonti

Mario Paciello, obispo de Altamura-Gravina-Acquaviva delle Fonti (1997-2013)

- Tarcisio Pisani, O.M. † (30 de septiembre de 1986-14 de marzo de 1994 falleció)
- Agostino Superbo (19 de noviembre de 1994-6 de agosto de 1997 renunció)
- Mario Paciello (6 de agosto de 1997-15 de octubre de 2013 retirado)
- Giovanni Ricchiuti (15 de octubre de 2013-7 de diciembre de 2023 retirado)
- Giuseppe Russo, desde el 7 de diciembre de 2023